# Brokula
Brokula (lat. Brassica oleracea var. italica) dvogodišnje je povrće iz porodice kupusnjača kojoj još pripadaju prokulica, kupus, koraba, cvjetača, kelj i druge. Smatra se izvornim oblikom cvjetače, a uzgaja se zbog središnjeg i postranih zelenih cvjetnih izdanaka smještenih na razgranatoj i mekanoj stabljici, visokoj između 50 i 90 cm.

## Prehrambena vrijednost
Brokula sadrži različite biološki aktivne sastojke čija antioksidativna svojstva pozitivno utječu na zdravlje. Energetska vrijednost svježe brokule je 34 kcal na 100 g, te je iznimno vrijedan izvor vitamina i minerala. Sadrži vitamin C, vitamin A, vitamin B6, pantotensku kiselinu, riboflavin, kalcij, magnezij, željezo, fosfor i kalij.

## Proizvodnja
Globalna proizvodnja brokule u 2018. (skupa s cvjetačom) iznosila je 26,5 milijuna tona. Kina i Indija skupa su proizveli 74% svjetske proizvodnje. Sljedeći po redu, ali s puno manjom proizvodnjom, bili su SAD, Španjolska, Meksiko i Italija.
U SAD-u, brokula se cijele godine uzgaja u Kaliforniji.
| Proizvodnja brokule u 2018. (uključuje cvjetaču) | Proizvodnja brokule u 2018. (uključuje cvjetaču) |
| Država                                           | Proizvodnja u milijunima tona                    |
| ------------------------------------------------ | ------------------------------------------------ |
| NR Kina                                          | 10,7                                             |
| Indija                                           | 8,9                                              |
| SAD                                              | 1,2                                              |
| Španjolska                                       | 0,7                                              |
| Meksiko                                          | 0,7                                              |
| Ukupno u svijetu                                 | 26,5                                             |
| Izvor: Ujedinjeni narodi                         |                                                  |

## Nametnici
Glavni nametnik brokule je ličinka leptira kupusara (lat. Pieris rapae). Ličinka se kasnije razvije u malog bijelog leptira.
Ostali nametnici su obično razni kukci, moljci ili gusjenice, kao što su:
- Aphidoidea
- Delia radicum (kupusova muha - brokulom se hrani kao ličinka i kao muha)
- Evergestis rimosalis
- Hellula undalis
- Murgantia histrionica
- Plutella xylostella
- Trichoplusia ni

## Vanjske poveznice
- Brokula na coolinarika.com